# La Torre del Sol
La Torre del Sol és una obra del municipi de Sant Boi de Llobregat (Baix Llobregat) inclosa en l'Inventari del Patrimoni Arquitectònic de Catalunya.

## Descripció
Es tracta d'una torre amb un cert caire historicista, construïda amb maó arrebossat i amb pedra a les obertures, a les llindes de les portes principals (la del parc i la del carrer Bardina), hi ha un relleu amb una torre, amb el sol i els signes del zodíac, tret que dona nom a la casa.
Per la part del jardí (és l'entrada principal) té planta baixa i dos pisos. Als baixos hi ha una porta i quatre finestrals quadrats disposats asimètricament (un a la dreta i tres a l'esquerra de la porta). Al primer pis hi quatre obertures balconeres (una a cada una de les portes laterals, i dues portes al balcó del mig). El pis superior s'obre al jardí mitjançant quatre finestres de mig punt geminades. Sobre la teulada, de teula a quatre vents hi ha dues petites construccions com a golfes, en forma de caseta de teulada a dues vessants.
Per la banda del carrer Bardina, i pel desnivell que comporta el carrer hi ha un pis més, on l'entrada del carrer correspon al soterrani de l'entrada principal. Hi té una porta just al xamfrà i tres plantes amb finestres rectangulars. A la banda contrària al carrer, hi ha un petit porxo o pèrgola al nivell del primer pis, al que s'accedeix des de l'interior i des del parc mitjançant una escala noble.

## Història
La torre que es va construir l'any del gran Eixample, que va ampliar i consolidar el Barri del Centre, que fins al moment encara estava dividit en nuclis amb toponímia pròpia (Sant Pere, l'Alou i la Pobla Arlovina). En aquest Eixample es va obrir la Rambla de Rafael de Casanova i es van concedir gran quantitat de llicències per a enderrocar o reformar cases antigues i també per a construir-ne de noves. Es creà el nou cementiri, l'any següent s'alçà el primer pla de la vila i es construí les belles torres amb jardí com aquesta, que està envoltada per un bell parc i posteriorment propietat municipal.